# الحارث بن محمد بن أبي أسامة التميمي
الحارث بن محمد ابن أبي أسامة - واسم أبي أسامة: داهر - هو أبو محمد البغدادي، مسند العراق وصاحب المسند المشهور. ولد سنة 186 هـ، وروى عن يزيد بن هارون، وروح بن عبادة، ومحمد بن عمر الواقدي، وعبد الوهّاب بن عطاء، وغيرهم. روى عنه ابن أبي الدنيا، ومحمد بن جرير الطبري، وأحمد بن معروف الخشاب، وآخرون.
 سمع من: عبد الوهاب بن عطاء، وبشر بن عمر الزهراني، ويزيد بن هارون، وروح بن عبادة، وكثير بن هشام، وعبد الله بن بكر السهمي، ومحمد بن عمر الواقدي، وسعيد بن عامر الضبعي، وأبي النضر، وعثمان بن عمر بن فارس، وأبي نوح قراد، وعبيد الله بن موسى، ويحيى بن أبي بكير الكرماني، وأبي جابر محمد بن عبد الملك، ومحمد بن عبد الله بن كناسة، والأسود بن عامر شاذان، ومحمد بن مصعب القرقساني، وقبيصة، وأبي نعيم، وعفان، ومسلم بن إبراهيم، وأبي عبيد وخلق سواهم.
روى عنه: أبو بكر بن أبي الدنيا، ومحمد بن جرير الطبري، ومحمد بن مخلد، وأبو بكر النجاد، وعبد الصمد الطستي، وأبو بكر الشافعي، وأبو بكر بن خلاد النصيبي، وعبد الله بن الحسين النضري المروزي، وخلق.
قال إبراهيم الحربي: ثقة. وقال الدارقطني: صدوق. وذكره ابن حبان في ثقاته. وأما قول الأزدي: «هو ضعيف، لم أر في شيوخنا من يحدّث عنه»، فقد ردّه الذهبي في السير بقوله: «هذه مجازفة، ليت الأزدي عرف ضعف نفسه». وكذا ضعّفه ابن حزم، وتعقبه الذهبي- أيضاً - بقوله: «لا بأس بالرجل، وأحاديثه على الاستقامة... وذنبه أخذه على الرواية، فلعله، وهو الظاهر أنه كان محتاجاً، فلا ضير».
والحارث بن أبي أسامة هو أحد الرواة لكتاب الطبقات الكبرى عن محمد بن سعد، وقد وصل الكتاب إلى محمد بن جرير الطبري مباشرة عن شيخه الحارث بن أبي أسامة، فاستفاد منه، واستخدمه في كتابه الحافل الموسوم بـ«تاريخ الأمم والملوك». كما وصل الكتاب من روايته إلى الخطيب البغدادي بواسطة أسانيده إليه واقتبس منه (39 رواية). كما وصل الكتاب إلى ابن عساكر الدمشقي من رواية الحارث بن أبي أسامة، من طريق أحمد بن معروف الخشاب عنه، وقد وظّفه في كتابه: تاريخ دمشق، ونقل منه كثيراً. والجدير بالذكر أن كتاب الطبقات الكبير المطبوع الآن بين أيدينا إنما هو من رواية الحارث بن أبي أسامة، وليس هو من رواية الحسين بن الفهم، كما سبق بذلك قلم الأستاذ الفاضل د. أكرم ضياء العمري في موارد الخطيب، عند ما قال:«وهو- يعني الحسين بن الفهم - راوية النسخة التي وصلت إلينا من طبقات ابن سعد»، وأحال على الطبقات المطبوع والموجود في هذه الإحالة إنما هو الحارث بن أبي أسامة، وعنه أحمد بن معروف بن الخشاب.
توفي الحارث يوم عرفة، سنة اثنتين وثمانين ومائتين.